# مویسس دوئنیاس
مویسس دوئنیاس (اسپانیایی: Moisés Dueñas‎؛ زادهٔ ۱۰ مهٔ ۱۹۸۱) دوچرخه‌سوار اهل اسپانیا است. وی در مسابقات تور دو فرانس شرکت کرده است.